# Lafajana cupra
Lafajana cupra är en fjärilsart som beskrevs av Paul Dognin 1891. Lafajana cupra ingår i släktet Lafajana och familjen björnspinnare. Inga underarter finns listade i Catalogue of Life.